# Лангхаут, Йенне
Йенне Лангхаут (нидерл. Jenne Langhout, 27 сентября 1918, Батавия, Нидерландская Ост-Индия — 29 марта 2010, Хилверсюм, Нидерланды) — нидерландский хоккеист (хоккей на траве), полузащитник. Бронзовый призёр летних Олимпийских игр 1948 года.

## Биография
Йенне Лангхаут родился 27 сентября 1918 года в городе Батавия в Нидерландской Ост-Индии (сейчас индонезийский город Джакарта).
Большую часть жизни провёл в нидерландском городе Хилверсюм. Играл в хоккей на траве за местный «Хилверсюмсе», в составе которого в 1944 году стал чемпионом Нидерландов.
В 1948 году вошёл в состав сборной Нидерландов по хоккею на траве на Олимпийских играх в Лондоне и завоевал бронзовую медаль. Играл на позиции полузащитника, провёл 7 матчей, мячей не забивал.
В течение карьеры провёл 18 матчей за сборную Нидерландов.
Закончив хоккейные выступления, в 1954—1962 годах играл за «Хилверсюмсе» в крикет. Затем занимался гольфом.
Умер 29 марта 2010 года в Хилверсюме.